# Andreas Hielm
Andreas Hielm, född 1680 i Dädesjö församling, Kronobergs län, död 8 augusti 1741 i Algutsboda församling, Kalmar län, var en svensk präst.

## Biografi
Andreas Hielm föddes 1680 i Dädesjö socken. Han var son till kyrkoherden Jonas Hielm och Maria Colliander. Hielm blev 1695 student vid Kungliga Akademien i Åbo och 1700 vid Uppsala universitet. Han prästvigdes 1705 och fortsatte senare studier vi Åbo. Han disputerade 1707 och blev magister. Hielm flydde från ryssarna till Stockholm. En av hans bröder blev tillfångatagen och förd till Sibirien, där han avled. 1710 blev Hielm kyrkoherde i Dädesjö församling och tillträdde 1714. Samtidigt som han företrädare Petrus Hemmingius levde.
Hielm var opponent vid prästmötet 1713 och predikant vid prästmötet 1720. Hielm blev 1740 kyrkoherde i Algutsboda församling och tillträdde tjänsten 1741. Han efterträdde kyrkoherden Esaias Trellman. Valet av kyrkoherde blev föremål för efterspel på häradstingen 1740–1743. Hielm avled 8 augusti 1741.

### Familj
Hielm gifte sig med Brita Holmingia (levde 1744). Hon var dotter till kyrkoherden Petrus Holmingius. De fick tillsammans barnen kyrkoherden Peter Hielm (1709–1763) i Agunnaryds församling, lektorn Jonas Hielm (1710–1776) i Växjö, kyrkoherden Johannes Hielm (1712–1756) i Barnarps församling, Anna Christina Hielm som var gift med kyrkoherden Matthias Runekrans i Mortorps församling, Maria Elisabet Hielm som var gift med kyrkoherden Jonas Lagergren i Karlstorps församling och Birgitta Catharina Hielm.